# Pascual Guerrieri
Pascual Oscar Guerrieri (Buenos Aires, 30 de diciembre de 1934) es un militar argentino.

## Origen y formación
Cursó el Colegio Militar de la Nación, donde egresó como oficial del Ejército Argentino en 1956.
Ingresó a trabajar en la Secretaría de Inteligencia de Estado (SIDE) por medio del jefe de esa dependencia durante el Gobierno de Carlos Menem, como lo reconoció el mismo jefe, Juan Bautista Yofre.

## Proceso penal
En la causa denominada Batallón 601 que se investigan los secuestros, las torturas y las desapariciones de un grupo de militantes Montoneros, al regresar al país, en 1979 y 1980.
En 2002, el juez federal Claudio Bonadío reactivó estas investigaciones. Además ordenó detener a cuarenta militares y declaró la inconstitucionalidad de las leyes de punto final y obediencia debida (el fallo fue apelado hasta la última instancia).
En la investigación se determinó la actuación de los órganos de inteligencia de las Fuerzas Armadas en estos delitos, en especial el rol del Batallón de Inteligencia 601 del Ejército Argentino.
La causa se rigió por el Código de Procedimientos viejo (de carácter escrito).

### Imputados
- Cristino Nicolaides, teniente general. Excomandante del III Cuerpo de Ejército y de Institutos Militares.
- Pascual Omar Guerrieri, coronel. Exjefe de la central de operaciones del Batallón de Inteligencia 601.
- Jorge Luis Arias Duval, coronel. Exjefe de la Central de Reunión del Batallón 601 y responsable del grupo de tareas 2, responsable de los secuestros que se investigan en esta causa.
- Juan Carlos Gualco, coronel. Exjefe de la División Situación General de la Jefatura II de Inteligencia del Batallón 601.
- Carlos Gustavo Fontana, coronel. Exintegrante de la Central de Reunión del Batallón 601.
- Waldo Carmen Roldán, coronel. Exresponsable de la Jefatura II de Inteligencia del Batallón 601.
- Julio Héctor Simón, Exmiembro de la Policía Federal Argentina. Actuó como personal civil de inteligencia en el Batallón 601, luego de ser secuestrador y torturador de varios centros clandestinos.

La causa también involucró a personas ya fallecidas. Ellos son:
- Julio César Bellene, coronel. Ex segundo jefe del Batallón 601 entre 1978 y 1981 y exjefe hasta 1984.
- Santiago Manuel Hoya, teniente coronel. Expersonal civil de inteligencia del Batallón 601.

### Víctimas
Las víctimas que se incluyen en la causa son Julio César Genoud, Verónica María Cabilla, Ángel Carbajal, Lía Mariana Ercilia Guangiroli, Ricardo Marcos Zucker y Silvia Noemí Tolchinsky. Los cinco primeros continúan desaparecidos.
Ángel CarbajalFue detenido el 21 de febrero de 1980. Según el informe del Batallón de Inteligencia 601, el secuestro ocurrió en Olivos, provincia de Buenos Aires en un guardamuebles que se encontraba vigilado. Los testimonios coinciden con esta información. La desaparición fue denunciada por el padre de la víctima ante la CONADEP. Al día de la fecha, continúa desaparecido.
Julio César GenoudFue secuestrado el 27 de febrero de 1980, en la estación de la firma Expreso Azul en Plaza Once de la Ciudad de Buenos Aires. Según el informe del Batallón de Inteligencia 601, Genoud había ingresado al país un día antes. Por testimonios de una sobreviviente se presume que hasta septiembre de 1980 se encontraba con vida. La desaparición fue denunciada a la CONADEP por la madre de la víctima quien señaló que su último contacto fue una carta fechada el 20 de febrero de 1980. Al día de la fecha, continúa desaparecido.
Lía Mariana Ercilia GuangiroliFue secuestrada junto con su esposo Julio Genoud y Verónica Cabilla. La desaparición fue denunciada a la CONADEP por su padre, quien a partir de esta fecha dejó de tener noticias de su hija y dijo que suponía que el secuestro ocurrió en momentos en que ambos arribaban al país. Según el informe del Batallón de Inteligencia 601 fue detenida el mismo día y en el mismo lugar que su marido. Había ingresado al país el 26 de febrero de 1980, desde Brasil. Al día de la fecha, continúa desaparecida.
Verónica María CabillaFue detenida conjuntamente con Julio César Genoud y Lía Guangiroli. La desaparición fue denunciada a la CONADEP por su madre, quien declaró que ingresó al país con documentos a nombre de Ana M. Novas o Adriana Salas. Por su parte, la abuela de Cabilla señaló que recibió una carta de Verónica en febrero de 1980 y, en ese mismo mes, un llamado telefónico en el que le decía que pronto regresaría a la Argentina. Al día de la fecha, continúa desaparecida.
Ricardo Marcos ZuckerFue secuestrado el 29 de febrero de 1980 en la Ciudad de Buenos Aires. La desaparición fue denunciada a la CONADEP por su madre, y está corroborada por un informe del Batallón 601 de Inteligencia. En su testimonio ante la CONADEP, Néstor Norberto Cendón, quien habría participado en actividades vinculadas con la represión ilegal durante el período 1976-1983 -actualmente prófugo de la justicia-, señaló que Ricardo Zucker fue detenido en la Estación Once, desde donde fue conducido al LRD (Lugar de Reunión de Detenidos) de Campo de Mayo, por un grupo que actuó en el marco del denominado ‘Operativo Murciélago’, que consistía en establecer bases en pasos fronterizos, con la colaboración de ‘marcadores’, que debían encargarse de señalar personas que pudiera tener vinculación con actividades subversivas, en situación de ingresar o salir de la Argentina. Del testimonio de una sobreviviente ante la CONADEP se desprende que Ricardo y su mujer estuvieron detenidos-desaparecidos en un centro clandestino de detención. Al día de la fecha, continúa desaparecido.
Silvia Noemí TolchinskyFue secuestrada el 9 de septiembre de 1980 en el paso fronterizo Las Cuevas, provincia de Mendoza y privada de su libertad hasta principios de 1983. Silvia se disponía a salir del país en un ómnibus con destino a Chile, para luego dirigirse a México. La justicia probó que luego de su secuestro fue torturada e interrogada por un grupo de militares. Dos días después fue trasladada en un avión del Ejército hasta la guarnición militar de Campo de Mayo. Su cautiverio transcurrió en tres quintas cercanas. Declaró que allí supo por los propios militares, que sus compañeros caídos en los meses previos aún estaban vivos, secuestrados en Campo de Mayo, e incluso le permitieron intercambiar correspondencia y tomar contacto con algunos de ellos.

### Testigos
Los testigos que declararon en la causa fueron Claudia Allegrini, Edgardo Binstock, Eduardo Gargano, Víctor Bruno Graciano, Alfredo Jorge Hurrel, Elvira Rquel Santillán de Dillon, Víctor Melchor Basterra, María Cristina Zucker, Jorge Alberto Puig Domenech, Raimundo Oscar Monsalvo, Lidia Scilaero, Nora Borda, Eduardo Ismael Triay, Ana María Moreyra, Nora Inés Hilb, Juan Carlos Dante Gullo, Tte. Coronel (R) Roberto Raúl Urrere, Tte. Coronel (R) Miguel Ángel Salvo, Lic. Hugo César Fontanella, Jorge Omar Lewinger, Lic. Héctor José Máscalo, Luis Miguel Bonasso, Silvia Tolchinsky, Jair Krische, Mayor (R) Giunta, Miguel Ángel Cabrera Carranza y Edith Aixa María Bona Esteves.

### Condenas
En la audiencia realizada en la misma sala donde se llevó a cabo el Juicio a las Juntas en 1985, el juez señaló en los fundamentos del fallo que los acusados conformaron una asociación ilícita, que contribuyó a poner en peligro la vigencia de la Constitución, y en su sentencia consideró que el Batallón 601 fue un engranaje de relevancia para el accionar de la dictadura y la concreción de crímenes de lesa humanidad. Todos los acusados fueron hallados culpables de los delitos de privación ilegal de la libertad, apremios ilegales y reducción a la servidumbre y condenados a penas de prisión:
- Cristino Nicolaides: 25 años;
- Pascual Omar Guerrieri: 20 años;
- Jorge Luis Arias Duval: 25 años;
- Juan Carlos Gualco: 23 años;
- Carlos Gustavo Fontana: 21 años;
- Waldo Carmen Roldán: 23 años;
- Julio Héctor Simón: 23 años.

La sentencia representó la primera condena a militares desde la anulación de las leyes de obediencia debida y punto final. Al mismo tiempo, Cristino Nicolaides es el militar de mayor rango juzgado y condenado desde que se reabrieron las causas por crímenes de lesa humanidad.

#### Prisión perpetua y cárcel común
En 2017 se dictó prisión perpetua y cárcel común a Guerrieri  a todos los implicados en la causa Guerrieri III.